# Magdalena Götz
Magdalena Götz (17 de janeiro de 1962) é uma bióloga alemã.
Em 2007 recebeu o Prêmio Gottfried Wilhelm Leibniz. Em 2014 recebeu o Prêmio Ernst Schering.
Magdalena Götz é uma destacada cientista especializada em pesquisas sobre células-tronco. Após concluir seu doutorado na Universidade de Tübingen, ela realizou pós-doutorado no NIMR em Mill Hill, Londres, e também no SmithKline Beecham em Harlow, Reino Unido. Posteriormente, assumiu a liderança de grupos de pesquisa nos renomados Institutos Max Planck em Göttingen e Munique.